# Cláudio Lottenberg
Cláudio Luiz Lottenberg (São Paulo, 6 de setembro de 1960) é um médico oftalmologista e executivo brasileiro, com atuação na área da Saúde e Administração Hospitalar. Graduou-se em Medicina pela Escola Paulista de Medicina da Universidade Federal de São Paulo (Unifesp) em 1984, titulando-se  Mestre e Doutor em Oftalmologia na mesma instituição.
É presidente do Conselho Deliberativo da Sociedade Beneficente Israelita Brasileira Albert Einstein, do Instituto Coalizão Saúde, do Lide Saúde, da Confederação Israelita do Brasil (CONIB), membro do Conselho de Desenvolvimento Econômico Social Federal (CDES) e do Congesso Judaico Mundial.

## Biografia
Cláudio Lottenberg é filho de judeus, Marcos e Cecília Lottenberg. É casado com Ida Sztamfater, desde 1998, também filha de um casal de judeus que sobreviveu aos campos de concentração na Polônia, têm dois filhos gêmeos.
Lottenberg possui mestrado (1990) e doutorado (1994) em Oftalmologia pela Escola Paulista de Medicina (EPM) da Universidade Federal de São Paulo (Unifesp), além de, em 1989, ter completado residência médica pelo Conselho Brasileiro de Oftalmologia (CBO) e aperfeiçoamento em Urgências Oftalmológicas na Manhattan Eye, Ear and Throat. No setor empresarial, criou uma rede de clínicas oftalmológicas, a Lotten Eyes, em São Paulo.
Lottenberg iniciou sua trajetória como voluntário no Hospital Israelita Albert Einstein, onde ocupou o cargo de presidente a partir de 2001, o mais jovem a assumir a posição, aos 40 anos. Sob o comando de Claudio Lottenberg, o hospital passou a construir parcerias com o setor público que beneficiam programas de saúde voltados à população carente e atendimentos pelo Sistema Único de Saúde (SUS), como é o caso do Programa de Transplantes. Durante sua gestão, em 2016, o Hospital Einstein desenvolveu-se na área de ensino e fundou sua faculdade de Medicina.
Cláudio integrou o Conselho Nacional de Assistência Social (CNAS), eleito pela Sociedade Civil durante o governo Fernando Henrique Cardoso; o Conselho Nacional de Segurança Alimentar e Nutricional (Consea) durante o governo Luiz Inácio Lula da Silva; o Conselho de Administração da Associação dos Amigos da Estação Especial da Lapa (AAEEL) e o Conselho Consultivo da Febem na gestão Geraldo Alckmin no Estado de São Paulo. Lottenberg também atuou como secretário municipal de Saúde, na gestão do prefeito José Serra, em 2005, e presidiu a CONIB entre 2008 e 2014. Desde 2015, integra o Conselho Municipal de Saúde e o Conselho Superior de Saúde do Estado de São Paulo. Durante o governo Temer, fez parte do Conselho de Desenvolvimento Econômico e Social da Presidência da República, o chamado “Conselhão”.
Em 2016, após a venda de sua rede de clínicas Lotten Eyes, assumiu a presidência do UnitedHealth Group Brasil. Também foi professor titular de Políticas Públicas de Saúde no MBA em Saúde do Insper e professor visitante na Universidade de Harvard. Em 2020, foi eleito para um novo mandato à frente da CONIB e, em 2023, foi reeleito.
Cláudio Lottenberg também é cofundador e presidente do Conselho da startup Engogen, uma empresa de tecnologia em saúde focada em produtos de Cannabis medicinal e nutrição, criada em parceria com a Zion Medpharma. O médico é defensor da pesquisa científica dos canabinóides medicinais.
Lottenberg escreveu alguns livros na área da saúde, incluindo "A Saúde Brasileira Pode Dar Certo" e "Saúde e Cidadania – A Tecnologia a Serviço do Paciente e Não ao Contrário", ambos publicados pela editora Atheneu.

## Reconhecimentos
Em 2015, foi eleito "Brasileiro do Ano" pela revista IstoÉ na área da Saúde. No ano seguinte, recebeu o título de "Executivo de Valor" pelo jornal Valor Econômico, sendo reconhecido por quatro anos consecutivos.